# クリストフ・ベラ
クリストフ・マイケル・ベラ（Christophe Michael Berra, 1985年1月31日 - ）は、スコットランドのエディンバラ出身の元サッカー選手。元スコットランド代表で現役時代のポジションはDF。

## クラブ経歴

### ハート・オブ・ミドロジアン
ベラは2002年4月26日にハート・オブ・ミドロシアンFCと契約した。彼はハーツのユース育成システム出身だが、それ以前にはエディナ・ヒブスで経験を積んでいる。ハーツのユースからはクレイグ・ルヴェイン、ポール・リッチー、アラン・マクラーレンといった多くの若手DF（特にセンターバック）が育っており、彼もそのうちの一人である。
ハーツのユースチームとU-21での活躍ののち、2003年11月30日の対ダンディー・ユナイテッドFC戦に途中出場し、トップチームデビューを果たした。試合は1-2で負けている。2003-2004シーズンの出場は数えるほどであったが、その後も成長し続けトップチームにとって重要な選手になっていった。
2005-2006シーズンには、チャンピオンズリーグ予選出場のために大事な試合であったキルマーノック戦で2点目を決めた（結果は2-1）。また彼自身は出場しなかったが、そのシーズンはグレトナFCに決勝で勝利し、スコティッシュカップ優勝を果たした。
2006年7月、ベラはクラブと5年契約を結んだ。その年ハーツはチャンピオンズリーグ予選とUEFAカップを戦い、スコティッシュ・プレミアリーグは4位で終わった。翌シーズンには、クレイグ・ゴードンがサンダーランドAFCに移籍したことに伴い、SPLで最も若いキャプテンとなった。

### ウルヴァーハンプトン・ワンダラーズ
ベラは2007-08シーズンの終わりに国際的にも認知されるようになり、シーズンオフ中の評判の高まりによって、プレミアリーグのウルヴァーハンプトン・ワンダラーズの目にとまった。ウルヴスは150万ポンドと言われる移籍金を提示したが、当時ハーツには監督がいなかったため、交渉は行われなかった。2009年1月27日、ウルヴスは今度は200万ポンドと言われる移籍金を提示したが、再び拒否された。しかし、彼は結局、移籍期限日の2009年2月2日に、金額は明らかにされていないが、250万ポンドと言われる金額で、ウルヴスと4年6ヶ月の契約を結んだ。

### イプスウィッチ
2013年7月、イプスウィッチ・タウンFCに移籍した。

## 代表歴
ベラはフル代表を含む様々な年代でスコットランド代表に選ばれている。2008年5月30日にプラハのレトナ・スタジアムで行われた親善試合の対チェコ代表戦に途中出場し代表デビューしている（結果は3-1）。また彼は父親がフランス系のため、フランス代表に選ばれる資格もあった。
2009年5月28日にはアムステルダム・アレナで行われた対オランダ代表戦で初先発出場を果たした。試合は0-3に終わり、ベラが与えたペナルティーキックはオランダにとっての3点目となった。
2011年5月25日のウェールズ戦で代表初得点を挙げた。

## 獲得タイトル
ハーツ
- スコティッシュカップ：2005-06
- スコティッシュ・チャンピオンシップ：2020-21

ウルヴァーハンプトン
- フットボールリーグ・チャンピオンシップ：2008-09

レイス・ローヴァーズ
- スコティッシュチャレンジカップ：2021-22